# محمد هباش
محمد هباش (29 يونيو 1966 -) هو مغني وملحن فلسطيني. يعيش في السويد.

## حياته
ولد في مخيم اليرموك لأسرة من معذر قرب طبريا، نشأ وترعرع في عائلة فنية ودرس الموسيقا في المعهد العربي في دمشق وكان عمره 6 سنوات. بدأ طريقه إلى الاحتراف عندما بدأ بتسجيل أغانٍ في البرنامج الشهير افتح يا سمسم مع الملحن حسين نازك، وتلازم ذلك مع بدء تأسيس فرقة العاشقين الفلسطينية؛ بعدها بدأ العمل الفني في عام 1977 مع الفرقة الوطنية الفلسطينية «العاشقين» كمغنٍ وراوٍ وأحد الأعضاء الاوائل للفرقة. شارك محمد اخوه خليل (العازف على الطبل والدف) وخالد (العازف على القانون والشبابة) وآمنة وفاطمة في فرقة العاشقين.
توقف عن العمل في فرقة الجذور بسبب نقص الإمكانات المادية، ثم تابع دراسته بالتأليف الموسيقي واستمر العمل في سوريا باتجاه تأليف الموسيقى التصويرية للمسلسلات السورية، ومن أهم أعماله مسلسلات (حمام القيشاني- قانون الغاب - أبو البنات – خلف الجداران – عذراء الجبل – خط البداية – ديوان السبيل – مقامات بديع الزمان الهمذاني)، الحائز على الجائرة الذهبية للفيلم الموسيقي A1 والجائزة الذهبية لفيلم عروس البحيرة.
حصل على الجائزة الذهبية في مهرجان الاغنية السورية عن أغنية حواري الشام، والجائزة الفضية عن أغنية لم الحكايا.
ثم توجه للعمل في المسرح وقام بالتأليف الموسيقي لعدد كبير من المسرحيات منها (مقبرة الأرقام –من حجر أتيت - هواجس الشام – أبناء الشمس – صلاح الدين الايوبي – صقر قريش – بيت الحكمة- جوليا دومنا – زنوبيا النخلة والعاصفه – مهرجان الخالديه – اسياد الدوحة -....والعديد من الأعمال).

## أعماله
من أهم الأغاني ((اشهد يا عالم علينا وعلى بيروت – شوارع المخيم – صور – سجن عكا – يمشي على الجمر شبل، وغيرها)). ثم توجه الفنان محمد إلى تونس لمدة عام ثم قام بتأسيس فرقة الجذور الوطنية والتي من من أهم أغانيها (زغردي يم الجدايل – فلسطين مزيونه- شدوا بالليالي- سبل عيونوا ومد ايدوا يحنولوا، وغيرها).
استمرت الانتفاضة واستمر الفنان محمد هباش بتقديم أغانيه للانتفاضة الفلسطينية وأشهر أغانيه سبل عيونوا – هي يا ربعنا – حجر على حجر- يا رامي الحجارة.
عام 2002 قام بانتاج وتأليف العديد من الاغاني لفلسطين منها ألبومين «جنين الملحمة» و«زين الملاحم» –يصف فيها صمود جنين ضد المحتل الإسرائيلي
وقام أيضاً بالتأليف الموسيقى لأغاني العاشقين بعد التأسيس الاخير لها ومن أهم الاغاني رجال الثورة – القدس – أغنية إعلان الدولة الفلسطينية
وفي نكبة المخيم وما حصل للفلسطينيين في سوريا. يقوم الآن بالتأليف الموسيقي لعدد كبير من الأغاني وتم إصدار أغنية جديدة ((شهداء فلسطين)) وأغنية رحلة شعب.
وما زال يقدم الكثير للعمل الوطني والإنساني.

## وصلات خارجية
- محمد هباش على موقع قاعدة بيانات الأفلام العربية
- محمد هباش على موقع ديسكوغز (الإنجليزية)